# Курбангалеева, Фарида Рашидовна
Фарида́ Раши́довна Курбангале́ева (тат. Фәридә Рәшит кызы Корбангалиева; род. 27 августа 1979, Казань) — российская журналистка, ведущая программы «Вести» на телеканале «Россия-1» (2007—2014), педагог и блогер.

## Биография

### Ранняя жизнь
По национальности татарка.
В 2001 году окончила факультет журналистики Казанского государственного университета.

### Карьера
С 1998 года по 2007 год работала на ГТРК «Татарстан», сначала корреспондентом, затем специальным корреспондентом. Вела еженедельную передачу «День взаймы».
В 2006—2007 годах была собственным корреспондентом канала «Культура» в Казани.

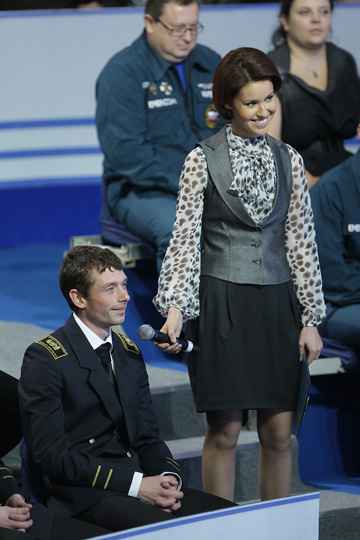
Во время «Прямой линии с Владимиром Путиным» (2009 год)

С 10 апреля 2007 года была собственным корреспондентом телеканала «Россия» в Поволжье.
С 7 мая 2007 до ноября 2014 года была ведущей программы «Вести» на телеканале «Россия». Сначала вела вечерние выпуски в паре с Михаилом Антоновым, с сентября 2008 года по октябрь 2014 года — дневные выпуски. После ухода Марии Ситтель и Марины Ким вела все выпуски для Европейской части России и канала «РТР-Планета» в Европе, кроме «Вестей в 20:00» и субботы. Покинула телеканал из-за разногласий с руководством в контексте освещения событий на Украине.
В 2014 году вместе с телеведущим Максимом Шарафутдиновым выступила в качестве ведущей в фильме «Незаметные герои Неизвестной войны», посвящённого участию солдат-татар в Первой мировой войне (автор и режиссёр — Денис Красильников).
В 2015 году выступила в качестве продюсера документального фильма «Война непрощённых» (автор и режиссёр — Денис Красильников).
В 2016 году вместе с супругом выпустила документальный фильм «Близко к сердцу», приуроченный к юбилею кардиохирурга Рената Акчурина. В октябре 2016 года фильм был показан на телеканале «Культура».
В 2013—2017 годах руководила мастерской курсов телеведущих в Московском институте телевидения и радиовещания «Останкино».

### Эмиграция
В 2018—2021 годах работала в Праге (Чехия), ведущей новостей и специальных эфиров на канале «Настоящее время».
Осудила российское вторжение на Украину в феврале 2022 года. С марта 2022 года живёт в Праге. В январе 2024 года завела свой собственный канал в YouTube. Также ведёт телеграмм-канал «Пражский град».

### Уголовное преследование
19 июня 2024 года была внесена в реестр «террористов и экстремистов» Росфинмониторинга, 20 июня была объявлена в розыск МВД России по статье 205.2 УК РФ — «Публичные призывы к осуществлению террористической деятельности, публичное оправдание терроризма или пропаганда терроризма». 28 июня 2024 года была признана иноагентом по мнению Минюста РФ.
C 18 июля 2025 года заочно приговорена к 8 годам лишения свободы. Её признали виновной в распространении фейков о российской армии и оправдании терроризма.

## Семья
Муж (разведены) — Денис Красильников (1973—2024) — режиссёр-документалист. Две дочери — София (род. 7 марта 2003), Адель (род. 7 января 2015).

## Награды
- Премия Союза журналистов Республики Татарстан «Хрустальное перо» в номинации «Дебют года» за цикл передач «День взаймы» (2001 год)[19].
- Диплом Министерства культуры Республики Татарстан (2007 год) — за плодотворное сотрудничество в проведении Года литературы и искусства в Республике Татарстан[20][21].
- Благодарность Правительства Российской Федерации (31 марта 2010 года) — за активное участие в освещении деятельности Председателя Правительства Российской Федерации[22].

## В массовой культуре
10 февраля 2014 года петербургской музыкальной группой Herzogi в социальных сетях была опубликована запись песни под названием «Фарида», посвящённой Фариде Курбангалеевой.